# Guy Mountfort
Pour les articles homonymes, voir Mountfort.
Guy Mountfort est un ornithologue et un protecteur de la nature britannique, né le 4 décembre 1905 à Londres et mort le 24 avril 2003 à Bournemouth.

## Biographie
Il est l’auteur d’A Field Guide to the Birds of Britain and Europe (1954), illustré par Roger Tory Peterson (1908-1996) et, pour les cartes de répartition, par Philip Hollom.
En 1961, il participe à la création du World Wildlife Fund aux côtés de Sir Julian Huxley, Sir Peter Markham Scott et Max Nicholson. En 1972, il conduit une campagne pour sauver le tigre du Bengale et persuade Indira Gandhi de créer neuf réserves pour la préservation de l’espèce et huit autres au Népal et en Bangladesh[réf. nécessaire].

## Source
- Traduction de l'article de langue anglaise de Wikipédia (version du 13 janvier 2006).